# The Dark Road (film 1917)
The Dark Road è un film muto del 1917 diretto da Charles Miller sotto la supervisione del produttore Thomas H. Ince.

## Trama
Jim Murison, ufficiale inglese appartenente a una famiglia di antica tradizione militare, sposa l'affascinante Cleo, una donna senza scrupoli che usa la propria bellezza per ottenere quel lusso che il marito non può offrirle. Allo scoppio della guerra, Jim parte per il fronte. Cleo, libera della presenza del marito, comincia la sua caccia: la prima delle sue vittime è Cedric Constable, giovane cugino di Murison. Poi, Cleo cerca di sedurre Carlos Costa, un agente segreto tedesco che però non si rivela una preda facile e che, invece, ribalta la situazione, facendo della donna la sua schiava. Intercettata una lettera di Jim alla moglie, una lettera che contiene informazioni top secret, Costa fa arrivare il documento alle autorità tedesche. Quando si scopre la sparizione della missiva, Jim è incaricato delle indagini. Le sue investigazioni lo portano alla casa di Costa, dove sorprende la moglie tra le braccia dell'agente nemico. La spia viene catturata, ma Cleo muore e Jim resta solo con il cuore spezzato.

## Produzione
Il film fu prodotto da Thomas H. Ince per la New York Motion Picture e Kay-Bee Pictures.

## Distribuzione
Distribuito dalla Triangle Distributing, il film uscì nelle sale cinematografiche degli Stati Uniti il 1º aprile 1917. Nel Regno Unito, la pellicola prese il titolo The Road to Honour-